# Полк Ширли
Полк Ширли (англ. Shirley's Regiment) — пехотный полк Британской армии, созывавшийся дважды в 1745—1749 и 1754—1756 годах.

## История
Впервые полк был сформирован в 1745 году губернатором Массачусетс-Бэй Уильямом Ширли под названием Пехотный полк Уильяма Ширли (англ. William Shirley's Regiment of Foot) или 65-й пехотный полк (англ. 65th Regiment of Foot). В его состав входили отличившиеся в ходе осады Луисбурга солдаты и осуждённые участники восстания якобитов. Полк нёс гарнизонную службу в Луисбурге, подняв 26 июня 1747 года бунт из-за неуплаты жалования солдатам. Расформирован в мае 1749 года.
24 декабря 1754 года полк в соответствии с приказом от 23 сентября того же года был восстановлен в Новой Англии как 50-й пехотный полк (американских провинциалов) (англ. 50th Regiment of Foot (American Provincials)). Он участвовал в войне против Франции, неся службу в гарнизоне форта Осуиго. С 10 по 14 августа 1756 года объединённые силы французов и индейцев осаждали форт, который в итоге был разрушен, а личный состав полка угодил в плен к французам. 25 декабря 1756 года полк был расформирован, личный состав был распределён по другим полкам.
Солдаты полка носили традиционные британские красные мундиры: с 1745 по 1749 годы у мундиров была зелёная отделка, с 1754 по 1756 годы — белая.